# Großer Alpsee
Der Große Alpsee ist ein knapp 250 ha großer Natursee in den nördlichen Allgäuer Alpen mit einem Umfang von 8,1 km westlich von Immenstadt im Allgäu im Landkreis Oberallgäu in Bayern. Hauptzufluss und Abfluss ist die Konstanzer Ach, die kurz nach ihm auch noch den 7,5 ha großen Kleinen Alpsee durchfließt.

## Beschreibung
Der knapp 250 ha große Alpsee erstreckt sich im Konstanzer Tal über drei Kilometer lang in östlicher Richtung, erreicht fast einen Kilometer Breite und wird von Westen her von der Konstanzer Ach durchflossen. Fast ein Dutzend Hangbäche von den Bergen an der Nordseite und etwas weniger von denen über dem Südufer liefern weiteren Zufluss; die größeren davon haben bis über 150 Meter lange Verlandungsnasen in den See vorgeschoben.
Weniger als 200 Meter oberhalb des westlichen Ufers liegt der 4,6 ha große Teufelssee, ein Restgewässer aus der Zeit, als der See noch weiter nach Westen reichte. Er liegt im Naturpark Nagelfluhkette und grenzt im Norden an den Salmaser Höhenzug, der die nördliche Grenze der Allgäuer Alpen darstellt. Im Süden verlaufen die Allgäuer Nagelfluh-Schichtkämme. Die Konstanzer Ach verlässt ihn am Ostende durch das Pfarrdorf Bühl am Alpsee von Immenstadt und fließt kurz danach noch durch den nur etwa 7,5 Hektar großen Kleinen Alpsee ostwärts zur Iller in Immenstadt.
Der See ist Eigentum des Freistaates Bayern. Für seine Verwaltung ist die Bayerische Verwaltung der staatlichen Schlösser, Gärten und Seen zuständig.

## Natur und Freizeit
Das Landschaftsschutzgebiet Großer Alpsee mit dem See darin umfasst ca. 827 ha, das Landschaftsschutzgebiet Kleiner Alpsee in Immenstadt mit dem und um den kleineren See ca. 67 ha.
Weil er im breiten, ostwärts laufenden Konstanzer Tal liegt, das den vorherrschend westlichen Winden Durchzug erlaubt, ist der Große Alpsee ein gutes Segel- und Surfrevier. Winde aus anderen Richtungen in seinem östlichen Teil, wo keine so hohen Berge ans Ufer grenzen, führen häufig zu starken Verwirbelungen; die Windrichtung kann deshalb sehr schnell drehen. Der Segelclub Alpsee-Immenstadt veranstaltet mehrere Regatten pro Jahr in verschiedenen Bootsklassen. Seit 2003 werden in der Sommersaison einstündige Rundfahrten auf einer Lädine (Santa Maria Loreto) angeboten.
Badegelegenheiten gibt es an drei Stellen am Südwest-, Südost- und Ostufer, an dem auch ein Campingplatz liegt. Dem Nordufer dicht entlang läuft die Bahnstrecke Buchloe–Lindau.

## Galerie

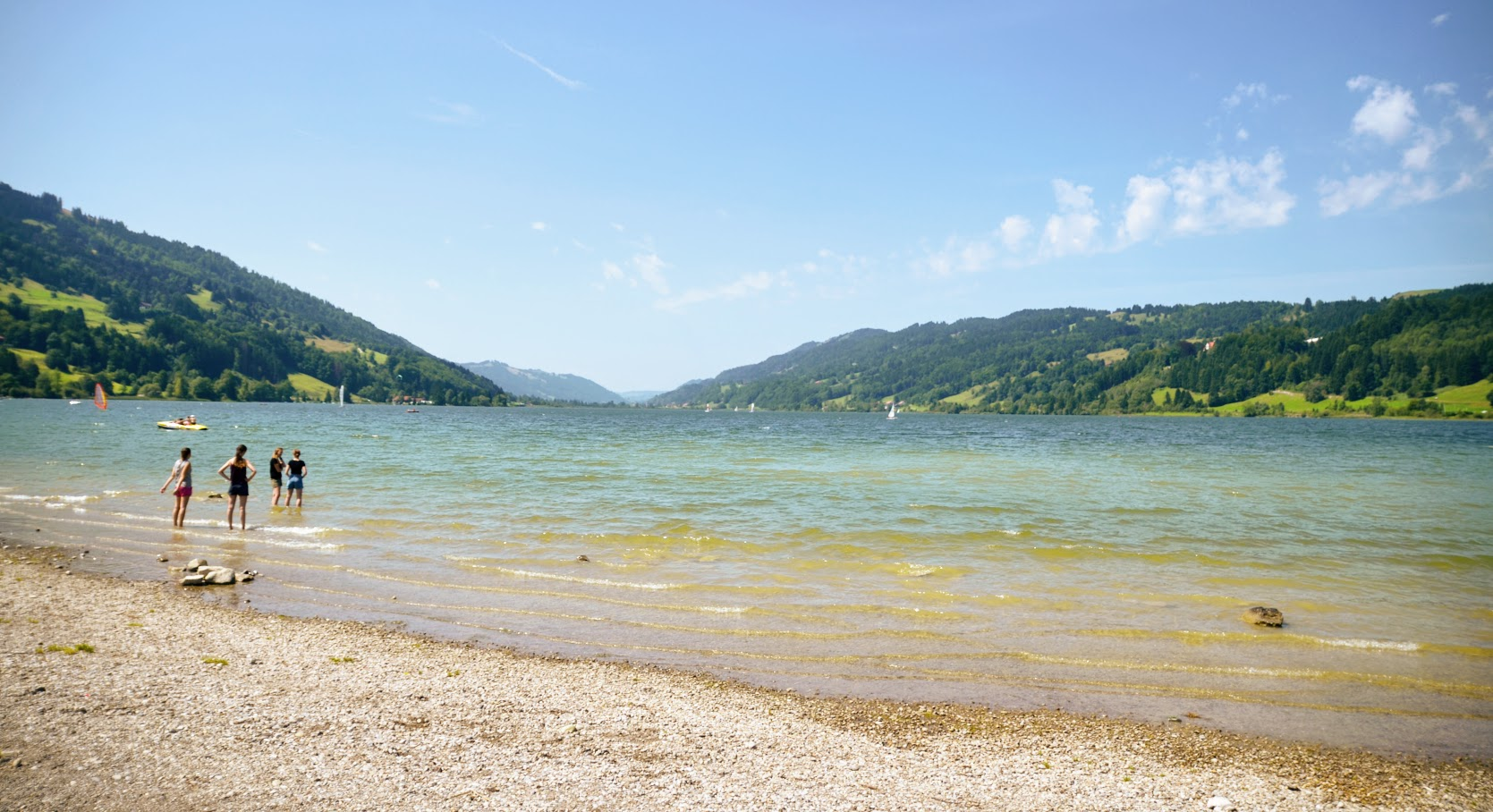
Blick vom Ostufer
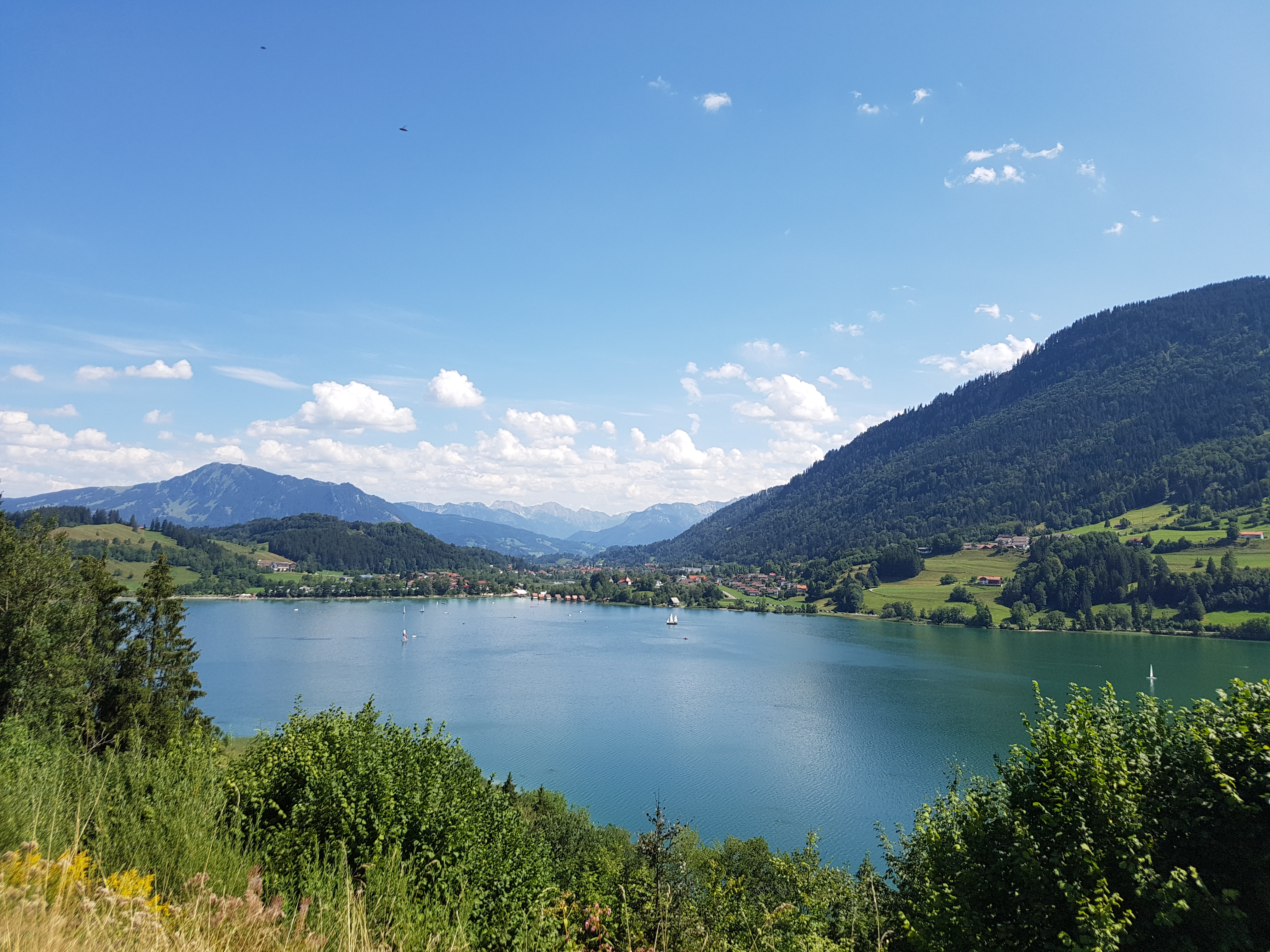
Blick von Westen
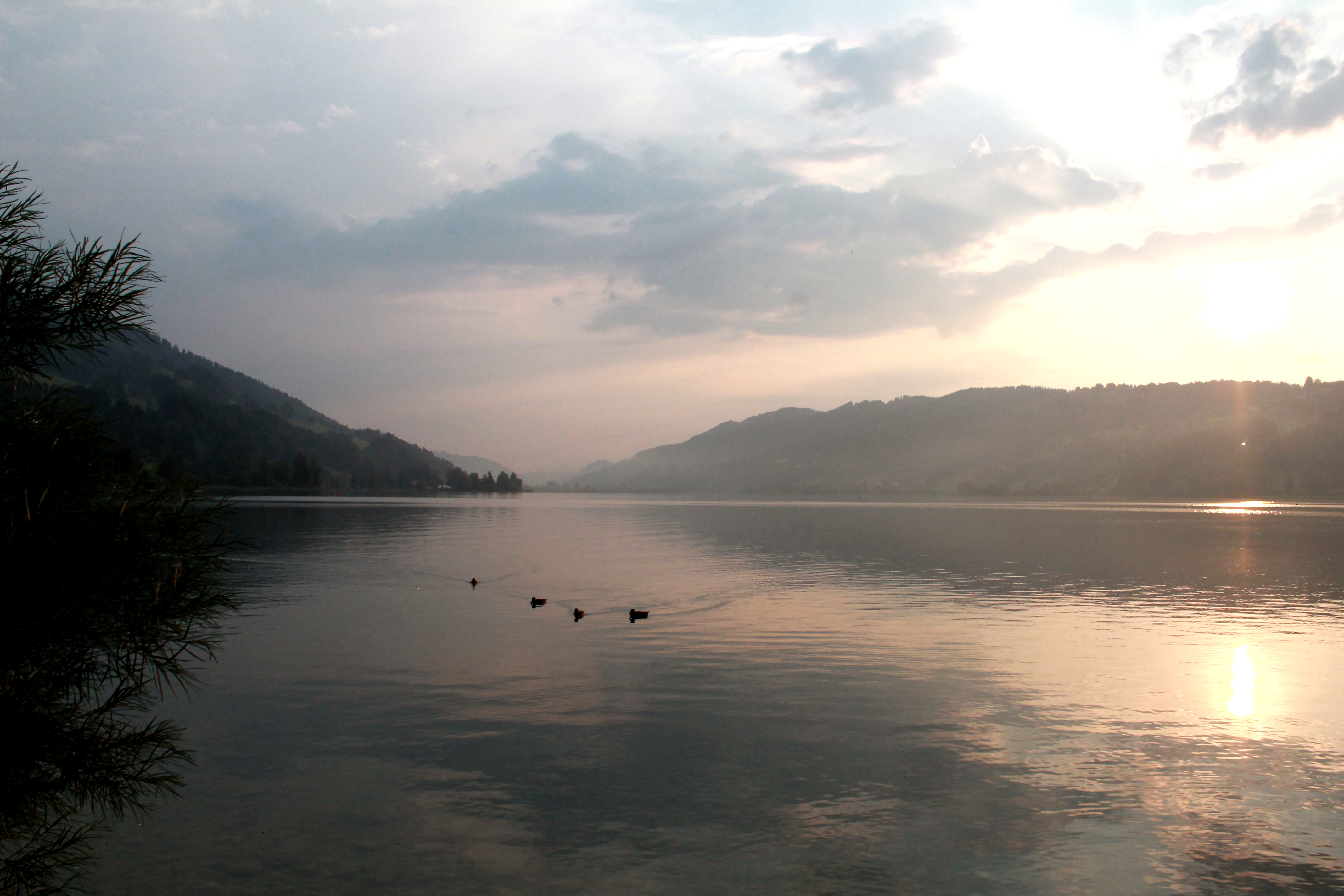
Alpsee bei Sonnenuntergang
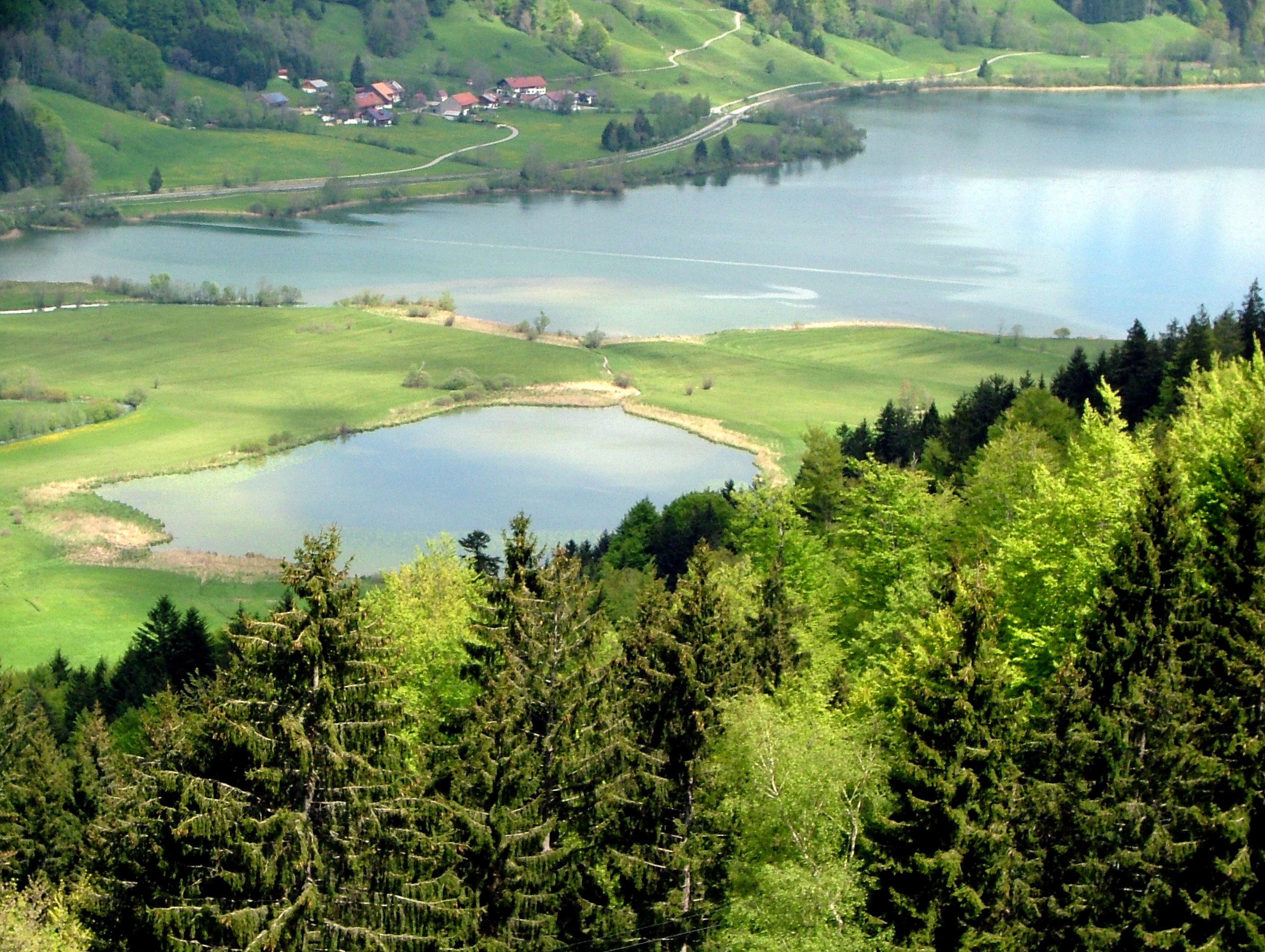
Alpsee mit Teufelssee